# Анналы Сендзивоя
Анналы Сендзивоя (лат. Annales Sandivogii, пол. Rocznik Sedziwoja) — компиляция утраченных древних «Анналов краковского капитула», францисканских анналов, Краковских компилятивных анналов и пр. Название получили от имени одного из своих владельцев — настоятеля монастыря блаж. Эгидия Клодавского Сендзивоя из Цехела. Сохранились в рукописи XV в. Охватывают период с 965 по 1360 гг. Описывают главным образом события истории Польши (особенно Малой Польши) с включением отдельных известий, касающихся Германии, Венгрии, Чехии, Руси и Литвы и пр.

## Издания
1. Rocznik Sedziwoja / wydal A. Bielowski // MPH, T. 2. Lwow, 1872, p. 871—880.
2. Annales Sandivogii / ed. M. Perlbach // MGH. SS. V. XXIX. Hannoverae, 1892, p. 424—430.

## Переводы на русский язык
- Анналы Сендзивоя в переводе А. С. Досаева на сайте Восточная литература